# Włodzimierz Stobiecki
Włodzimierz Andrzej Stobiecki (ur. 7 września 1941) – polski brydżysta, Arcymistrz Międzynarodowy (PZBS), Seniors Master (WBF), European Master w kategorii Seniors (EBL), członek honorowy PZBS (2006), odznaczony złotą odznaką PZBS (1981), sędzia państwowy, instruktor PZBS, przewodniczący Rady PZBS. Włodzimierz Andrzej Stobiecki w latach 2001–2007 był członkiem Komitetu Seniorów EBL. W latach: 1980-1985 oraz w roku 2010 pełnił funkcję niegrającego kapitana (npc) reprezentacyjnej drużyny kobiet. W roku 1994 pełnił funkcję opiekuna reprezentacji juniorów a w latach 2002–2008 pełnił funkcje niegrającego kapitana lub opiekuna reprezentacji seniorów.

## Wyniki brydżowe

### Rozgrywki krajowe
W rozgrywkach krajowych zdobywał następujące lokaty:
| Mistrzostwa Polski par | Mistrzostwa Polski par | Mistrzostwa Polski par | Mistrzostwa Polski par |
| Rok                    | Kategoria              | Partner                | Pozycja                |
| ---------------------- | ---------------------- | ---------------------- | ---------------------- |
| 1987                   | Seniorzy               | Janusz Cyprian Nowak   | 1                      |
| 1983                   | Open                   | Marian Frenkiel        | 1                      |

| Drużynowe mistrzostwa Polski | Drużynowe mistrzostwa Polski | Drużynowe mistrzostwa Polski |
| Sezon                        | Drużyna                      | Pozycja                      |
| ---------------------------- | ---------------------------- | ---------------------------- |
| 1972                         | Łączność Warszawa            | 2                            |

| Mistrzostwa Polski teamów | Mistrzostwa Polski teamów | Mistrzostwa Polski teamów | Mistrzostwa Polski teamów |
| Rok                       | Typ                       | Kategoria                 | Pozycja                   |
| ------------------------- | ------------------------- | ------------------------- | ------------------------- |
| 1986                      | IMP                       | Open                      | 2                         |

### Olimpiady
W olimpiadach zdobył następujące lokaty:
| Olimpiady brydżowe | Olimpiady brydżowe | Olimpiady brydżowe     | Olimpiady brydżowe | Olimpiady brydżowe | Olimpiady brydżowe |
| Rok                | Miejsce            | Zawody                 | Kategoria          | Drużyna            | Pozycja            |
| ------------------ | ------------------ | ---------------------- | ------------------ | ------------------ | ------------------ |
| 2000               | Maastricht         | 11. Olimpiada Brydżowa | Seniorzy           | Poland             | 10                 |
| 1972               | Miami Beach        | 4. Olimpiada Brydżowa  | Open               | Poland             | 13                 |

### Zawody światowe
W światowych zawodach zdobył następujące lokaty:
| Zawody Światowe. Konkurencja teamów | Zawody Światowe. Konkurencja teamów | Zawody Światowe. Konkurencja teamów | Zawody Światowe. Konkurencja teamów | Zawody Światowe. Konkurencja teamów | Zawody Światowe. Konkurencja teamów |
| Rok                                 | Miejsce                             | Zawody                              | Kategoria                           | Drużyna                             | Pozycja                             |
| ----------------------------------- | ----------------------------------- | ----------------------------------- | ----------------------------------- | ----------------------------------- | ----------------------------------- |
| 2007                                | Szanghaj                            | 38. Mistrzostwa Świata Teamów       | Trans                               | Polish Seniors                      | 52                                  |
| 2006                                | Werona                              | 12. Mistrzostwa Świata              | Seniorzy                            | Poland                              | 18                                  |
| 2001                                | Paryż                               | 35. Mistrzostwa Świata Teamów       | Trans                               | Stobiecki                           | 51                                  |
| 2001                                | Paryż                               | 35. Mistrzostwa Świata Teamów       | Seniorzy                            | Poland                              | 2                                   |
| 1998                                | Lille                               | 10. Mistrzostwa Świata              | Seniorzy                            | Orłow                               | 3                                   |
| 1986                                | Miami Beach                         | 7. Mistrzostwa Świata               | Open                                | Frenkiel                            | 9                                   |
| 1982                                | Biarritz                            | 6. Mistrzostwa Świata               | Open                                | Frenkiel                            | 20                                  |

| Zawody Światowe. Konkurencja par | Zawody Światowe. Konkurencja par | Zawody Światowe. Konkurencja par | Zawody Światowe. Konkurencja par | Zawody Światowe. Konkurencja par | Zawody Światowe. Konkurencja par |
| Rok                              | Miejsce                          | Zawody                           | Kategoria                        | Partner                          | Pozycja                          |
| -------------------------------- | -------------------------------- | -------------------------------- | -------------------------------- | -------------------------------- | -------------------------------- |
| 2006                             | Werona                           | 12. Mistrzostwa Świata           | Seniorzy                         | Jerzy Russyan                    | 16                               |

### Zawody europejskie
W europejskich zawodach zdobył następujące lokaty:
| Zawody europejskie. Konkurencja teamów | Zawody europejskie. Konkurencja teamów | Zawody europejskie. Konkurencja teamów | Zawody europejskie. Konkurencja teamów | Zawody europejskie. Konkurencja teamów | Zawody europejskie. Konkurencja teamów |
| Rok                                    | Miejsce                                | Zawody                                 | Kategoria                              | Drużyna                                | Pozycja                                |
| -------------------------------------- | -------------------------------------- | -------------------------------------- | -------------------------------------- | -------------------------------------- | -------------------------------------- |
| 2001                                   | Teneryfa                               | 45. Mistrzostwa Europy Teamów          | Seniorzy                               | Poland 1                               | 1                                      |
| 1999                                   | Malta                                  | 44. Mistrzostwa Europy Teamów          | Seniorzy                               | Poland 1                               | 4                                      |
| 1997                                   | Montecatini                            | 43. Mistrzostwa Europy Teamów          | Seniorzy                               | Poland A                               | 10                                     |
| 1995                                   | Vilamoura                              | 42. Mistrzostwa Europy Teamów          | Seniorzy                               | Poland                                 | 1                                      |

| Zawody europejskie. Konkurencja par | Zawody europejskie. Konkurencja par | Zawody europejskie. Konkurencja par | Zawody europejskie. Konkurencja par | Zawody europejskie. Konkurencja par | Zawody europejskie. Konkurencja par |
| Rok                                 | Miejsce                             | Zawody                              | Kategoria                           | Partner                             | Pozycja                             |
| ----------------------------------- | ----------------------------------- | ----------------------------------- | ----------------------------------- | ----------------------------------- | ----------------------------------- |
| 1999                                | Warszawa                            | 10. Mistrzostwa Europy Par          | Seniorzy                            | Andrzej Milde                       | 47                                  |
| 1997                                | Haga                                | 9. Mistrzostwa Europy Par           | Seniorzy                            | Janusz Cyprian Nowak                | 6                                   |
| 1995                                | Rzym                                | 8. Mistrzostwa Europy Par           | Seniorzy                            | Janusz Cyprian Nowak                | 1                                   |
| 1987                                | Paryż                               | 4. Mistrzostwa Europy Par           | Open                                | Marian Frenkiel                     | 86                                  |

## Klasyfikacje brydżowe
- Włodzimierz Stobiecki – klasyfikacja PZBS
- Włodzimierz Stobiecki – klasyfikacja EBL (ang.)
- Włodzimierz Stobiecki – klasyfikacja EBL (ang.)
- Włodzimierz Stobiecki – klasyfikacja WBF (ang.)
- Włodzimierz Stobiecki – klasyfikacja WBF (ang.)